# Хороший лжец
«Хороший лжец» — криминальный триллер Билла Кондона. В главных ролях: Хелен Миррен и Иэн МакКеллен.

## Сюжет
Фильм расскажет о старом мошеннике, который познакомился с женщиной по имени Бэтти, владеющей крупным состоянием. Он замышляет с легкостью войти в доверие и обобрать её до последнего гроша, но тени темного прошлого встают перед ним одна за другой.

## В ролях
| Актёр                | Роль                |
| -------------------- | ------------------- |
| Хелен Миррен         | Бетти Маклиш        |
| Иэн МакКеллен        | Рой Кортни          |
| Йоханнес Йоханнессон | Влад                |
| Рассел Тови          | Стивен              |
| Джим Картер          | Винсент             |
| Марк Льюис Джонс     | Брин                |
| Фил Данстер          | Рой                 |
| Майкл Калкин         | доктор Ливси        |
| Лори Дэвидсон        | Ханс Тауб           |
| Александр Йованович  | Мартин Гайгер       |
| Бесси Картер         | секретарша          |
| Фран Тарг            | посетитель больницы |
| Афина Стрейтс        | Шарлотта Шрёдер     |